# Hypoatherina harringtonensis
Hypoatherina harringtonensis är en fiskart som först beskrevs av Goode, 1877.  Hypoatherina harringtonensis ingår i släktet Hypoatherina och familjen silversidefiskar. Inga underarter finns listade i Catalogue of Life.